# Qasem Burhan
Qasem Burhan, född 15 december 1985, är en qatarisk fotbollsspelare som för närvarande spelar som målvakt för Al-Gharrafa SC.